# 漢斯·埃諾克森
汉斯·埃诺克森（1956年—），格陵兰政治人物，2002年至2009年间担任格陵兰总理。
埃诺克森1995年当选格陵兰议会议员，2001年出任前进党主席，次年12月率前进党赢得大选，出任格陵兰总理。任职格陵兰总理期间，他与工人党联合组阁，致力于从丹麦争取更大的自治权，以及提高美国租用图勒附近空军基地的租金。
2008年11月25日，埃诺克森发起的格陵兰自治公投以75.5%通过了扩大格陵兰自治权的决议。但是在2009年的大选中，埃诺克森败于工人党的库皮克·克莱斯特。埃诺克森宣布承认失败，并决定退出政坛返回家乡。

## 荣誉
丹麦勋章奖章
- 金质格陵兰贡献奖章（丹麦语：Nersornaat）（丹麦属格陵兰，2004年4月16日[1]）
- 丹麦国旗骑士勋章（2004年7月12日[2]）